# Stafford
Stafford es una ciudad de Inglaterra, capital del condado de Staffordshire y sede administrativa del distrito de Stafford, en la región de Midlands del Oeste. Se encuentra aproximadamente a 26 kilómetros al norte de Wolverhampton y a 29 kilómetros al sur de Stoke-on-Trent. La población de su área urbana, según el censo de 2011, es de 68 472 habitantes.